# Kawakwunwit Lake
Kawakwunwit Lake är en sjö i Kanada.   Den ligger i provinsen Manitoba, i den sydöstra delen av landet, 1 900 km väster om huvudstaden Ottawa. Kawakwunwit Lake ligger 271 meter över havet. Arean är 4,7 kvadratkilometer. Den sträcker sig 3,7 kilometer i nord-sydlig riktning, och 3,4 kilometer i öst-västlig riktning.
I omgivningarna runt Kawakwunwit Lake växer i huvudsak barrskog. Trakten runt Kawakwunwit Lake är nära nog obefolkad, med mindre än två invånare per kvadratkilometer.